# Río Cosanga
Río Cosanga är ett vattendrag i Ecuador.   Det ligger i provinsen Napo, i den centrala delen av landet, 80 km öster om huvudstaden Quito.